# هنس ویزویلر
هنس وایسوایلر (انگلیسی: Hennes Weisweiler؛ ۵ دسامبر ۱۹۱۹ – ۵ ژوئیهٔ ۱۹۸۳) بازیکن فوتبال اهل آلمان بود.
از باشگاه‌هایی که در آن بازی کرده‌است، می‌توان به باشگاه فوتبال کلن اشاره کرد.